# چاکلت بایو (تگزاس)
چاکلت بایو، تگزاس(به انگلیسی: Chocolate Bayou, Texas) شهری در ایالت تگزاس از ایالات جنوبی ایالات متحده آمریکا است.